# Lipové
Lipové, do roku 1950 Hodžovo (maďarsky Hodzsafalva) je obec v okrese Komárno na Slovensku. Součástí obce je osada Rákytie.

## Historie
Obec vznikla po 1. světové válce na základech dvora Zsemlékes; tehdy československá vláda v rámci první pozemkové reformy (1920) vykoupila tři statky (Zsemlékes, Terem a Rakotás) hraběte Kálnokyho za státem stanovenou cenu. Začalo se budování kanálů a vysoušení močálů, které odkryly úrodnou půdu. Pozemky od státu na dluh koupili a domy na hypotéky postavili přistěhovalci z celého Slovenska i Moravy (původně asi 72 rodin s počtem cca 450 osob). První písemná zmínka o obci je z roku 1921; tehdy byla obec pojmenována „ Hodžovo“ – po prvním slovenském ministru Milanu Hodžovi. V roce 1938 zde byla dokončena stavba římskokatolického kostela Panny Marie Nanebevzaté.
V letech 1938 až 1945 byla obec kvůli první vídeňské arbitráži součástí Maďarska. V roce 1956 byla obec postižena povodní.